# پانانپیتیا
پانانپیتیا (به لاتین: Pannanpitiya) یک منطقهٔ مسکونی در سری‌لانکا است که در استان مرکزی (سری‌لانکا) واقع شده‌است.